# Уч-Коргон (Таласская область)
Уч-Коргон (кирг. Үч-Коргон) — село в Манасском районе Таласской области Кыргызстана. Входит в состав Уч-Коргонского аильного округа. Код СОАТЕ — 41707 225 845 07 0.

## Население
По данным переписи 2009 года, в селе проживало 1384 человека.